# Regionální funkce knihoven
Regionální funkce knihoven zahrnují činnosti zajišťující poskytování a rozvoj veřejných knihovnických informačních služeb napříč Českou republikou. Jejich cílem je stírání rozdílů v úrovni poskytování těchto služeb a to zejména mezi městy a malými obcemi. Podle knihovního zákona se jedná především o činnosti poradenské, vzdělávací a koordinační. Součástí je také tvorba tzv. výměnných fondů a dalších nezbytných činností. Regionální funkce jsou podporovány Ministerstvem kultury a to jednak finančními prostředky, jednak vydáním Metodického pokynu pro zajištění regionálních funkcí.

## Systém knihoven
Podstatou regionálních funkcí je to, že knihovny většího rozsahu (knihovní fond, počet úvazků, počet obsluhované populace) pomáhají knihovnám menším. Vzájemnou kooperaci mezi knihovnami definoval již knihovní zákon z roku 1959. Současný systém regionálních funkcí je tvořen čtyřmi druhy knihoven:
- Národní knihovna: zastřešující a koordinační funkce
- Krajská knihovna: koordinační funkce, zajišťuje komunikaci mezi krajem, Národní knihovnou a pověřenou knihovnou, vyhodnocování plnění Standardu pro dobrou knihovnu a Standardu pro dobrý knihovní fond u obsluhovaných knihoven
- pověřená knihovna: knihovna poskytující regionální funkce, pověřená krajskou knihovnou, zpravidla obsluhuje knihovny na území okresu
- obsluhovaná knihovna: knihovna přijímající regionální funkce, zpravidla malé knihovny, nebo knihovny malých obcí[2]

## Podoba regionálních funkcí
Výsledná podoba a intenzita poskytovaných služeb vychází z konkrétních potřeb jednotlivých obsluhovaných knihoven. Mezi poskytující služby patří např.:
- Poradenská a konzultační činnost, metodické návštěvy, plány, rozbory
- Statistika knihovnických činností a podpora při jejím zpracování
- Vzdělávání knihovníků, semináře, porady
- Tvorba výměnných knihovních fondů, jejich cirkulace a distribuce
- Pomoc při revizi a aktualizaci knihovních fondů
- Zajištění nákupu a zpracování knihovních fondů pořízených z prostředků obce
- Servis automatizovaných knihovnických systémů využívaných pro výkon regionálních funkcí
- Další činnosti (např. tvorba webových stránek)

Výše vyjmenované činnosti jsou obsluhovaným knihovnám poskytovány zdarma a to na základě smluv uzavřenými s pověřenými knihovnami.

## Výměnný knihovní fond
Jedná se o jednu z podob regionálních funkcí. Zahrnuje většinou nejnovější literaturu. Jeho cílem je, aby vhodně doplňoval stávající fond obsluhované knihovny. V některých případech ho může i plně nahrazovat. Knihy jsou do něj nakupovány převážně z dotace na výkon regionálních funkcí. Celkové náklady na pořízení výměnných fondů tak tvoří podstatnou část celkového rozpočtu. Z tohoto důvodu je vhodné využívat také finanční prostředky obcí, které se na jeho tvorbě mohou aktivně spolupodílet. Minimální objem výměnného fondu, který může knihovna získat, stanovuje Standard pro výkon regionálních funkcí. 
Výměnný fond zpravidla vlastní pověřená knihovna, která jej ale umisťuje do knihoven obsluhovaných, které tím dočasně rozšiřují svůj knihovní fond. Mohou tak poskytnou čtenářům ve své obci i novou, či odbornou literaturu, kterou by ze svých rozpočtů nebyly schopné pořídit. Výměnný fond je v obsluhované knihovně umístěn po omezenou dobu. V pravidelných intervalech je obměňován. Pořízení, přesunování a distribuci výměnných fondů má na starosti pověřená knihovna.